# Yhi
Yhi is een geslacht van vlokreeften uit de familie van de Paracalliopiidae. De wetenschappelijke naam van het geslacht is voor het eerst geldig gepubliceerd door J.L. Barnard en James Darwin Thomas in 1991.
Het geslacht kreeg de naam van een zonnegodin van de Australische Aborigines.
Yhi is een monotypisch geslacht met als enige soort Yhi yindi, ontdekt in het Groot Barrièrerif. Yindi betekent volgens de auteurs zon in de taal van de Aborigines.